# هربرت اچ. لمن
هربرت اچ. لمن (به انگلیسی: Herbert H. Lehman) سناتور سابق عضو حزب دموکرات ایالات متحده آمریکا بود. وی در سال ۱۹۴۹ تا ۱۹۵۷ میلادی سناتور ایالت نیویورک در سنای ایالات متحده آمریکا بود.